# 1973 w Wojsku Polskim
Kalendarium Wojska Polskiego 1973 – strona przedstawia wydarzenia w Wojsku Polskim w roku 1973.

## 1973
- Sztab Generalny Wojska Polskiego wystąpił z inicjatywą w zakresie doskonalenia systemu obrony kraju[1]

## Styczeń
1 stycznia
- wprowadzono w życie Instrukcję klasyfikowania specjalistów wojskowych i instruktorów spadochronowych w Siłach Zbrojnych[2]

4 stycznia
- w Wojskowej Akademii Politycznej im. Feliksa Dzierżyńskiego w Warszawie odbyła się konferencja omawiająca problemy dyscypliny w wojsku; obradom przewodniczył szef Głównego Zarządu Politycznego WP generał dywizji Włodzimierz Sawczuk[2]

6 stycznia
- w Warszawie odbyła się odprawa kierowniczej kadry powszechnej samoobrony wojewódzkich sztabów wojskowych, resortów oraz instytucji centralnych poświęcona omówieniu głównych kierunków i przedsięwzięć obrony cywilnej kraju[2]

7 stycznia
- Zarząd Główny Związku Młodzieży Socjalistycznej objął patronat nad Wyższą Oficerską Szkołą Lotniczą im. Jana Krasickiego w Dęblinie[3]

12 stycznia
- Prezes Rady Ministrów odwołał ze stanowiska wiceministra obrony narodowej generała dywizji Bolesława Chochę w związku z objęciem stanowiska komendanta Akademii Sztabu Generalnego im. gen. broni Karola Świerczewskiego. Na stanowisko szefa Sztabu Generalnego wyznaczony został generał dywizji Florian Siwicki, mianowany jednocześnie wiceministrem obrony narodowej[2]
- na stanowisko I zastępcy szefa Sztabu Generalnego wyznaczony został generał dywizji Tadeusz Hupałowski[2]

13 stycznia
- do służby w Marynarce Wojennej został wcielony kuter torpedowy projektu 664 ORP „Sprawny” (KTD-456)

18 stycznia
- w Marynarce Wojennej odbył się zlot podoficerów zawodowych przodujących w służbie i szkoleniu[2]

19 stycznia
- w Stoczni Północnej położono stępkę pod okręt ratowniczy ORP „Lech”
- w Warszawie odbyła się konferencja poświęcona omówieniu pracy zespołów badań metodyki nauczania. Wzięli w niej udział przedstawiciele instytucji centralnych MON, akademii wojskowych i wyższych szkół oficerskich, a także Międzyuczelnianego Zakładu Badań nad Szkolnictwem Wyższym[2]

29 stycznia
- żołnierze 1 Praskiego Pułku Zmechanizowanego zwrócili się do wszystkich żołnierzy i pracowników cywilnych Wojska Polskiego z wezwaniem o podejmowanie czynów na 30-lecie ludowego Wojska Polskiego[2]

## Luty
- na południowo-zachodnich terenach Polski odbyły się ćwiczenia jednostek i sztabów Śląskiego Okręgu Wojskowego. Ćwiczeniami kierował wiceminister obrony narodowej, główny inspektor szkolenia MON gen. dyw. Eugeniusz Molczyk[2]

6 lutego
- odbyło się posiedzenie Komitetu Ministrów Obrony UW w Warszawie

8 lutego
- w Głównym Kwatermistrzostwie WP odbyła się narada podczas której omówiono m.in. propozycje zmierzające do poprawy warunków życia i szkolenia żołnierzy. Przewodniczył główny kwatermistrz WP gen. dyw. Mieczysław Obiedziński[2]
- w Gdyni przebywał okręt marynarki wojennej Republiki Indii „Andjapid”[2]

16 lutego
- Członek Biura Politycznego KC PZPR, minister obrony narodowej, gen. broni Wojciech Jaruzelski przebywał na ćwiczeniach, którymi kierował dowódca Pomorskiego Okręgu Wojskowego  gen. dyw. Wojciech Barański. Minister zapoznał się z nowymi metodami szkolenia dowódców oraz podległych im żołnierzy[2]

21 lutego
- w Stoczni Północnej zwodowano kuter torpedowy KTD-458 ORP „Odważny” projektu 664

22 lutego
- I sekretarz KC PZPR Edward Gierek przyjął dowództwo Północnej Grupy Wojsk Armii Radzieckiej, reprezentowane m.in. przez gen. lejtn. Iwana Gierasimowa i gen. lejtn. Georgija Borysowa. W spotkaniu uczestniczył przedstawiciel naczelnego dowództwa Zjednoczonych Sił Zbrojnych państw-sygnatariuszy Układu Warszawskiego, gen. płk Aleksander Koźmin[2]

23 lutego
- zastępca ministra do spraw ogólnych, wiceminister obrony narodowej gen. dyw. Józef Urbanowicz oraz szef Głównego Zarządu Politycznego WP gen. dyw. Włodzimierz Sawczuk spotkali się z kierownictwem Wojskowego Instytutu Historycznego. Omówiono kierunki dalszego rozwoju badań historyczno-wojskowych[2]

28 lutego
- w Legnicy udekorowano grupę generałów, oficerów, podoficerów i szeregowców z Północnej Grupy Wojsk Armii Radzieckiej odznakami „Na Straży Pokoju”. Odznaki wręczyli: wicepremier Kazimierz Olszewski oraz wiceminister obrony narodowej gen. dyw. Józef Urbanowicz[2]

## Marzec
5 marca
- w Warszawie odbyła się narada aktywu Kół Młodzieży Wojskowej. Uczestnicy narady opowiedzieli się za przyjęciem przez KMW nowej nazwy – Socjalistyczny Związek Młodzieży Wojskowej i zgłosili akces do Federacji Socjalistycznych Związków Młodzieży Polskiej[2]

7 marca
- w Wyższej Szkole Marynarki Wojennej im. Bohaterów Westerplatte w Gdyni utworzono Instytut Nawigacji i Hydrografii[2]

15 marca
- na terenie Pomorskiego Okręgu Wojskowego odbyło się spotkanie redaktorów naczelnych pism centralnych oraz rozgłośni Polskiego Radia i Telewizji. W spotkaniu wzięli udział: sekretarz KC PZPR Jerzy Łukaszewicz i szef Głównego Zarządu Politycznego gen. dyw. Włodzimierz Sawczuk[2]

26 marca
- w Warszawie obradowała XV Konferencja Bezpieczeństwa Lotów Lotnictwa Sił Zbrojnych. Uczestniczyła w niej kadra jednostek wojsk lotniczych, wojsk obrony powietrznej kraju i marynarki wojennej oraz przedstawiciele Wojskowego Instytutu Medycyny Lotniczej i Instytutu Technicznego Wojsk Lotniczych[2]

## Kwiecień
2 kwietnia
- przy pomocy śmigłowca Mi-8 Wojsk Lotniczych odbyła się operacja zainstalowania w rafinerii ropy naftowej w Czechowicach 80 iglic odgromowych wysokości 26-30 m[4]

2–14 kwietnia
- piloci wojskowi armii CSRS, NRD, PRL i ZSRR odbyli Lot przyjaźni na trasie Berlin–Praga–Warszawa[4][5]

13 kwietnia
- obradowała w Poznaniu IV Konferencja Sprawozdawczo–Wyborcza Wojsk Lotniczych, a uczestniczył w niej przewodniczący Rady Państwa prof. dr Henryk Jabłoński[3]

18 kwietnia
- Minister Obrony Narodowej wydał rozkaz Nr 6/MON w sprawie wprowadzenia tymczasowego podręcznika dotyczącego zasad i trybu działania kadrowego w Siłach Zbrojnych PRL

20 kwietnia
- na wysokości Stilo zderzyły się należące do MW kuter torpedowy KTD-456 ORP „Sprawny” i trałowiec ORP „Mewa”

28 kwietnia
- w Stoczni Północnej zwodowano okręt ratowniczy ORP Piast
- do służby w Marynarce Wojennej wszedł kuter torpedowy KTD-457 ORP „Szybki” projektu 664; w uroczystościach wziął udział wiceminister obrony narodowej gen. dyw. Józef Urbanowicz[6]

## Maj
5 maja
- Minister Obrony Narodowej wydał zarządzenie Nr 43/MON w sprawie wstępnego wdrażania i weryfikacji założeń rozwojowych kadry oficerskiej zawartych w tymczasowym podręczniku „Zasady i trybu działania kadrowego w Siłach Zbrojnych PRL”[7]

8 maja
- w 1 Warszawskiej Dywizji im. Tadeusza Kościuszki przeprowadzono ćwiczenia taktyczne w których uczestniczyła liczna grupa kombatantów uczestników bitwy pod Lenino[6]

12 maja
- pododdziały 1 Warszawskiej Dywizji Zmechanizowanej im. Tadeusza Kościuszki zakończyły marsz historycznym szlakiem 1 armii WP, który był zorganizowany z okazji 30-lecia powstania dywizji i ludowego Wojska Polskiego[6]

18 maja
- Rada Ministrów powzięła uchwałę Nr 111/73 w sprawie obrony cywilnej; na mocy uchwały został powołany Szef Obrony Cywilnej Kraju, którym był Wiceminister Obrony Narodowej wyznaczony przez Przewodniczącego Komitetu Obrony Kraju; organem wykonawczym Szefa OCK był Inspektorat Obrony Cywilnej[8]

31 maja
- w Stoczni Północnej zwodowano kuter torpedowy projektu 664 ORP „Odporny” (KTD-459)

## Czerwiec
1 czerwca
- zakończyły się ćwiczenia systemu obronnego „Kraj 73”; ćwiczeniami kierował prezes Rady Ministrów Piotr Jaroszewicz[1][9]

4 czerwca
- odbyło się w Warszawie spotkanie kierownictw Ministerstwa Obrony Narodowej i Polskiej Akademii Nauk[9]

22 czerwca
- w Polsce przebywała delegacja wojskowa Peru, na której czele stał przewodniczący Połączonego Dowództwa Sił Zbrojnych gen. dyw. Arturo Cavero Calixto[9]

## Lipiec
1 lipca
- rozpoczął się trzydziesty piąty rejs szkolny ORP „Iskra”

4 lipca
- zostały rozegrane Centralne Zawody Rozpoznania Powietrznego[1]

9 lipca
- w Polsce przebywała delegacja wojskowa NRD na czele z Ministrem Obrony Narodowej generałem armii Heinzem Hoffmannem[9]

28 lipca
- ORP „Iskra” zawinęła do portu w Tallinnie kończąc trzydziesty piąty rejs szkolny

## Sierpień
2 sierpnia

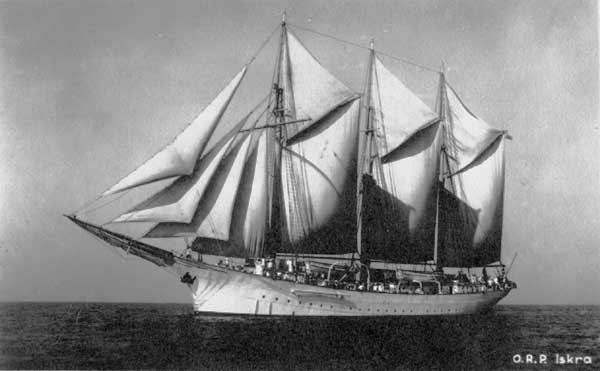
ORP „Iskra”

- rozpoczął się trzydziesty szósty rejs szkolny ORP „Iskra”

25 sierpnia
- zakończył się trzydziesty szósty rejs szkolny ORP „Iskra”; okręt zawinął do portu: Wismar

## Wrzesień
1 września
- w Pradze rozpoczęła się III Letnia Spartakiada Armii Zaprzyjaźnionych[1]

15 września
- do służby w Marynarce Wojennej wszedł kuter torpedowy projektu 664 ORP „Odważny” (KTD-458)

28 września
- weszła w życie ustawa z dnia 27 września 1973 o zmianie ustawy o powszechnym obowiązku obrony Polskiej Rzeczypospolitej Ludowej, na podstawie której w SZ PRL został wprowadzony stopień generała armii[10][11]

## Październik
4 października
- Minister Obrony Narodowej wydał zarządzenie Nr 89/MON w sprawie zasad honorowania żołnierzy zawodowych w związku z ukończeniem 30 lat nieprzerwanej służby w ludowym Wojsku Polskim[12]

6 października
- Minister Obrony Narodowej przyjął grupę radzieckich generałów i wyższych oficerów - współorganizatorów i dowódców ludowego Wojska Polskiego, przybyłych na początku miesiąca na zaproszenie szefów instytucji centralnych Ministerstwa Obrony Narodowej, dowódców rodzajów sił zbrojnych i okręgów wojskowych. Wśród zaproszonych gości byli między innymi: generał pułkownik Fiodor Połynin i generał porucznik Wojciech Bewziuk[5]

10 października
- w Belwederze I sekretarz KC PZPR Edward Gierek wręczył akty nominacyjne:

na stopień generała armii - generałowi broni Wojciechowi Jaruzelskiemu,
na stopień generała broni - generałowi dywizji Józefowi Urbanowiczowi,
na stopień generała dywizji - generałom brygady: Stanisławowi Antosowi, Włodzimierzowi Oliwie, Władysławowi Polańskiemu i Zbigniewowi Zieleniewskiemu
na stopień kontradmirała - komandorowi Aleksemu Parol
- Prezes Rady Ministrów, Piotr Jaroszewicz mianował generała dywizji Włodzimierza Sawczuka wiceministrem obrony narodowej
- Minister Obrony Narodowej wyróżnił 25 żołnierzy i jednego pracownika wojska wpisem do „Honorowej Księgi Czynów Żołnierskich”[13]

12 października
- Minister Obrony Narodowej wydał rozkaz Nr 21/MON w sprawie zatwierdzenia i wprowadzenia do użytku w Siłach Zbrojnych PRL „Ceremoniału Wojskowego”; jednocześnie uchylił zarządzenie Nr 54/MON Ministra Obrony Narodowej z dnia 8 sierpnia 1967 roku w sprawie wprowadzenia instrukcji o organizacji i przeprowadzaniu uroczystości ślubowania nowo mianowanych oficerów, chorążych i podoficerów zawodowych[14][11]

25 października
- Rada Bezpieczeństwa ONZ wydała rezolucję w sprawie powołania Drugich Doraźnych Sił Pokojowych Organizacji Narodów Zjednoczonych (UNEF II)[1]

## Listopad
3 listopada
- Biuro Polityczne KC PZPR i Rząd Polskiej Rzeczypospolitej Ludowej uwzględniły prośbę Sekretarza Generalnego ONZ i podjęły decyzję o skierowaniu jednostki Wojska Polskiego do Doraźnych Sił Zbrojnych Narodów Zjednoczonych na Bliskim Wschodzie[15]

16 listopada
- Pierwsza grupa żołnierzy Wojska Polskiego wydzielona ze składu 6 Pomorskiej Dywizji Powietrznodesantowej do działania w składzie Doraźnych Sił Zbrojnych ONZ odleciała do Egiptu[15]
- do Gdyni wpłynął zespół 8 okrętów Królewskiej Marynarki Wojennej Szwecji[15]

17 listopada
- do służby w Marynarce Wojennej wcielono kuter torpedowy projektu 664 ORP „Odporny” (KTD-459)

21 listopada
- w Polskiej Akademii Nauk odbyła się sesja naukowa poświęcona współpracy nauki polskiej z siłami zbrojnymi[15]

26 listopada
- Minister Obrony Narodowej wydał rozkaz Nr 024/MON w sprawie sformowania Polskiej Wojskowej Jednostki Specjalnej

## Grudzień
6 grudnia
- odbyła się Centralna Narada Gospodarcza MON[1]

20 grudnia
- odbyło się I sympozjum przedstawicieli szefostw służby zdrowia i organów poboru armii Państw Stron Układu Warszawskiego na temat „Psychologiczne metody doboru poborowych”[15]